# Albert Pinkham Ryder
Pour les articles homonymes, voir Ryder.
Albert Pinkham Ryder, né le 19 mars 1847 à New Bedford et mort le 28 mars 1917 à New York, est un peintre américain connu pour ses toiles allégoriques et ses marines, associées au courant du tonalisme américain. Il est considéré par certains critiques comme l'un des peintres pionniers du modernisme pictural, au même titre que Paul Cézanne et Paul Gauguin.

## Biographie
De 1870 à 1875, Albert Pinkham Ryder étudie les arts à l'Académie américaine de design où il rencontre Julian Alden Weir avec lequel il restera ami toute sa vie. En 1877, il voyage pour la seule fois en Europe et s'intéresse notamment à l'école de Barbizon. La même année, il est membre fondateur de la Society of American Artists (en) avec Augustus Saint-Gaudens, Robert Swain Gifford, son ami Julian Alden Weir, John LaFarge, Winslow Homer et Alexander Helwig Wyant. Il expose avec ce groupe, de 1878 à 1887, des œuvres qui relèvent de l'école du tonalisme. Dans les années 1880 et 1890, ses toiles deviennent plus oniriques et il écrit souvent des poésies pour les accompagner. Après 1900, il ne produit pratiquement plus, mais retravaille encore parfois d'anciens tableaux.
En février 1913, six de ses toiles sont présentées dans le cadre de l'Armory Show.
Il meurt en 1917 dans la plus grande pauvreté, hébergé par la famille d'une de ses anciennes élèves qui l'a recueilli.

## Œuvre
On connaît moins de 200 toiles de Ryder. Elles ne sont que très rarement signées et datées. Beaucoup, constituées de nombreuses couches superposées, sont travaillées pendant des années par l'artiste qui peint fréquemment sur le vernis frais et mélange des peintures à séchage rapide avec des peintures à séchage lent. Faute de toile, il va jusqu'à découper des panneaux dans le bois de son lit. Ses œuvres picturales sont ainsi souvent instables et s'assombrissent ou se craquellent avec le temps lorsqu'elles ne se désintègrent pas.
Selon une étude publiée en 1989, il existerait sur le marché une quantité importante de faux Ryder.

## Galerie

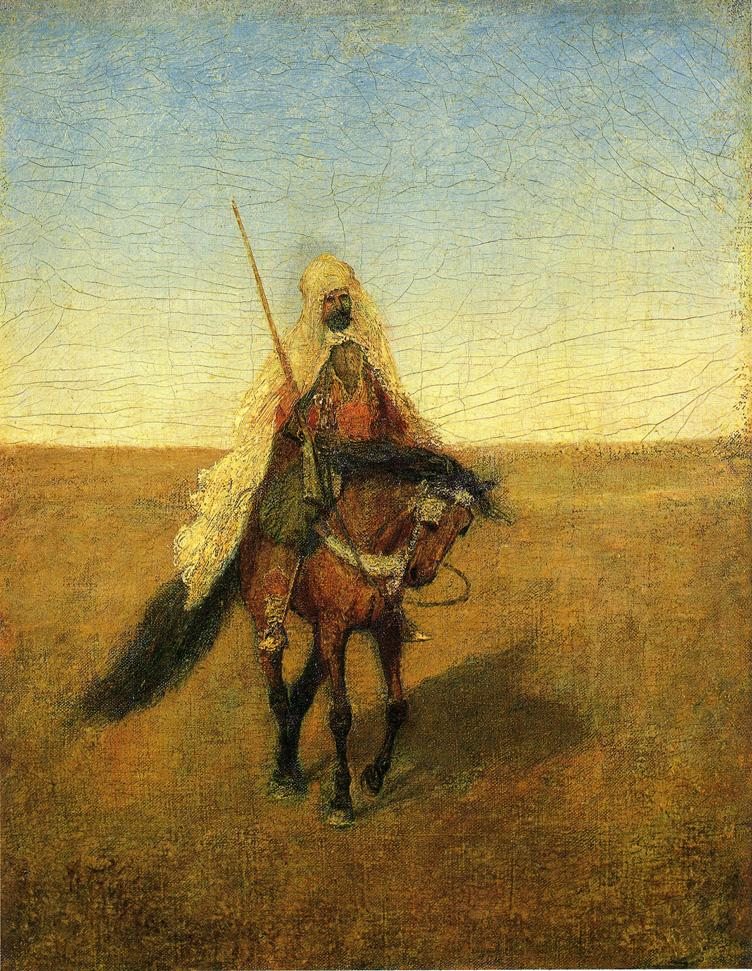
The Lone Scout (vers 1880), Fine Arts Museums of San Francisco
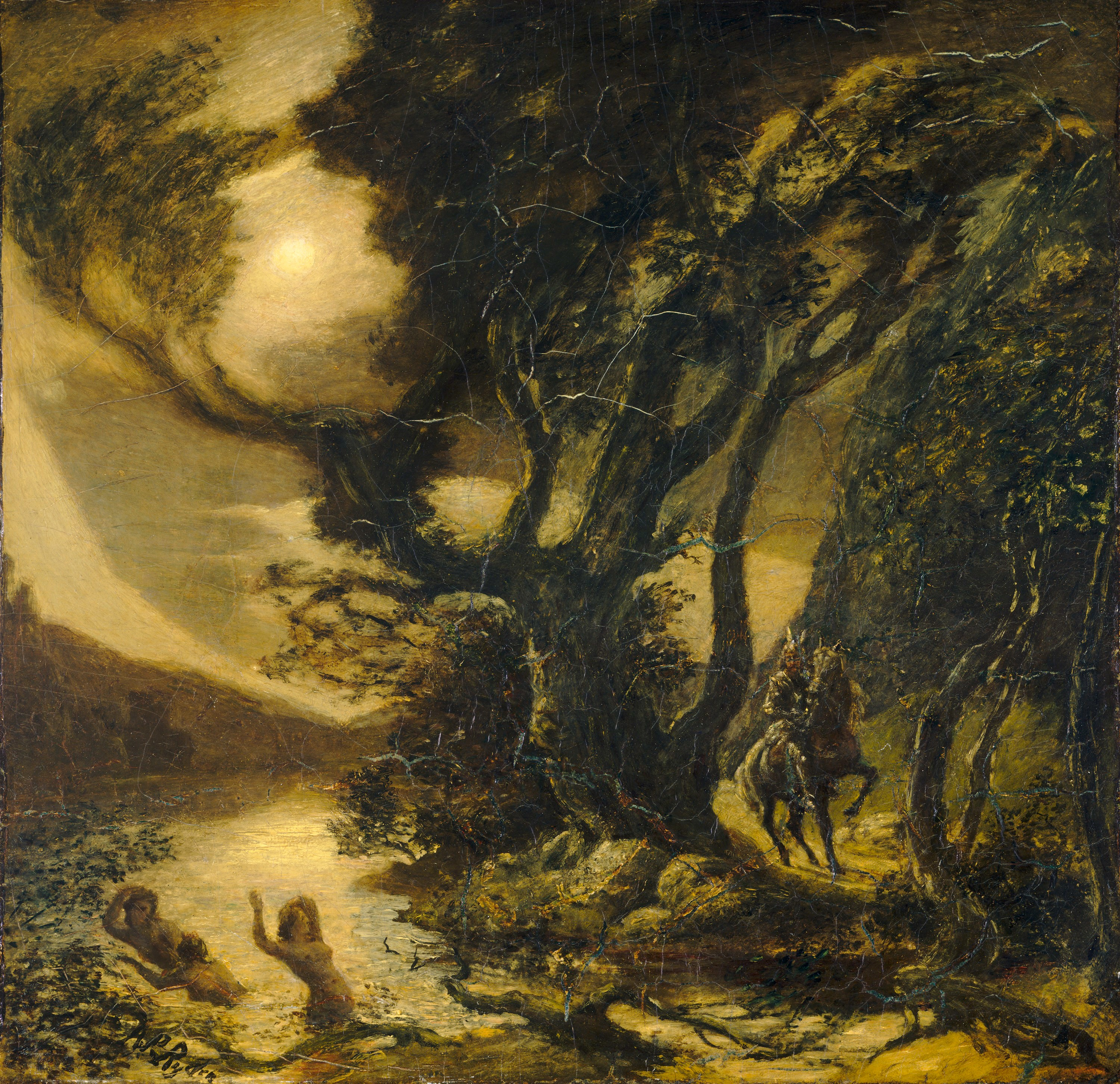
Siegfried and the Rhine Maidens (1888 - 1891), National Gallery of Art, Washington, DC
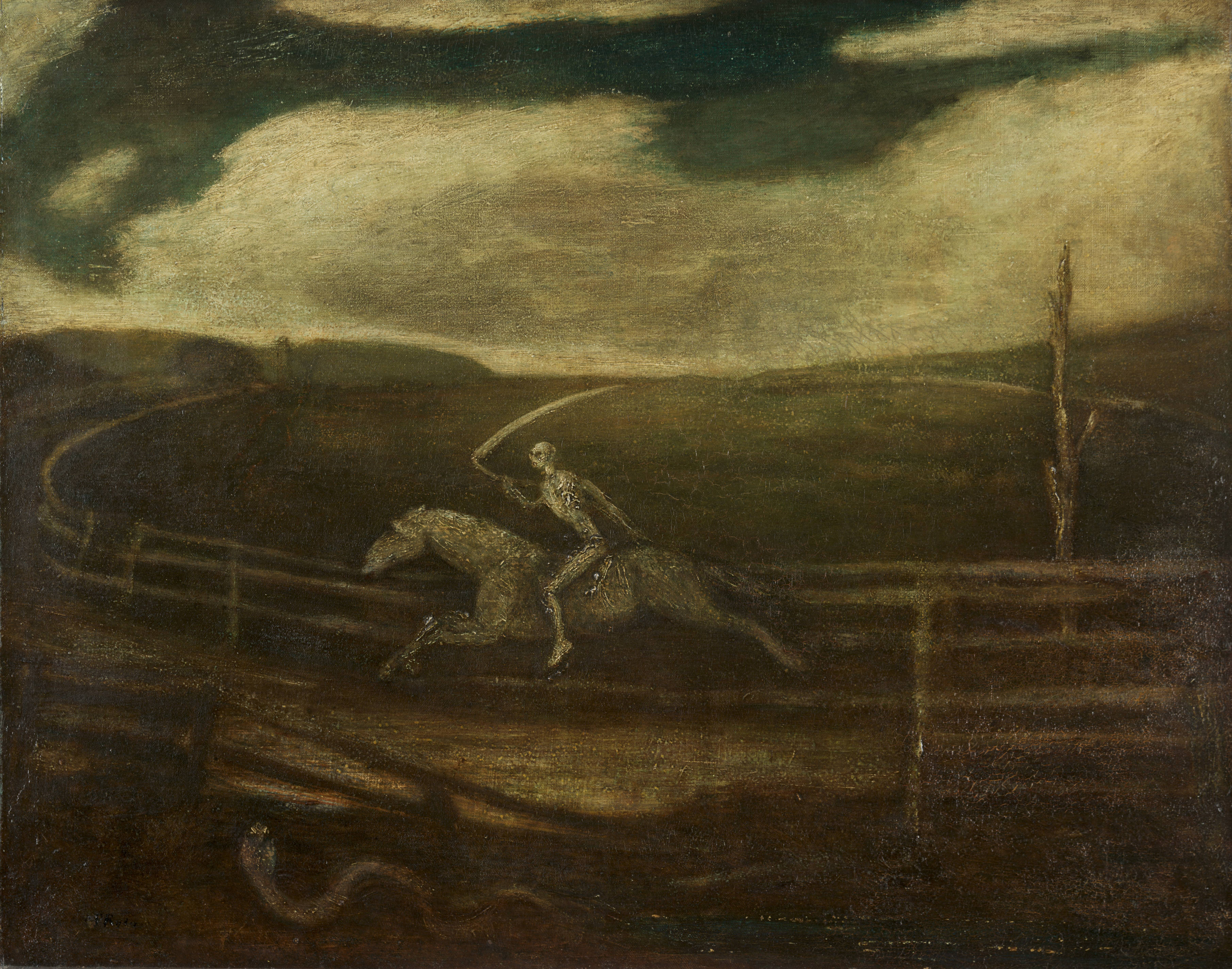
The Race Track (ou Death on a Pale Horse, 1895–1910), Cleveland Museum of Art
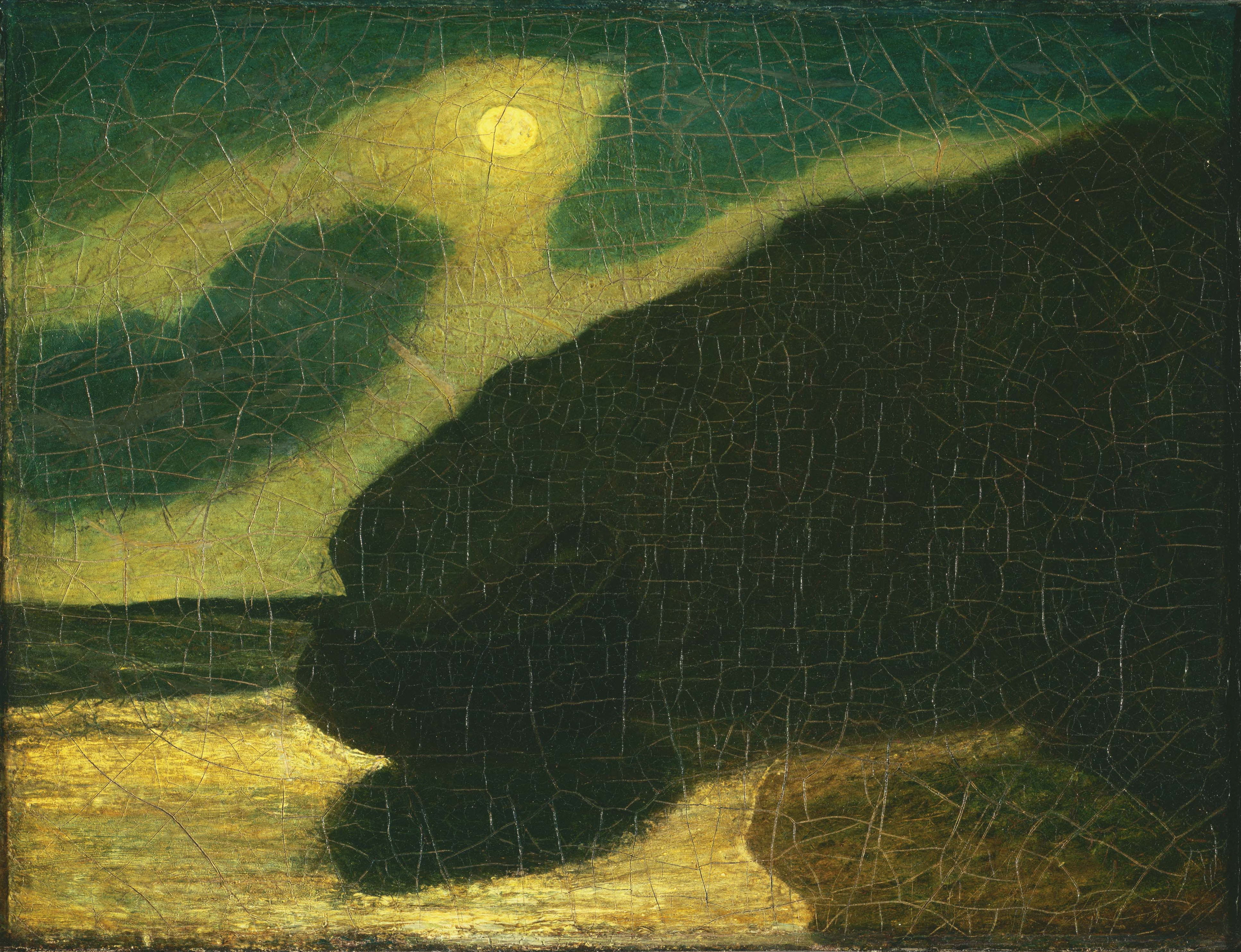
Moonlit Cove (vers 1890 ?), The Phillips Collection, Washington, DC
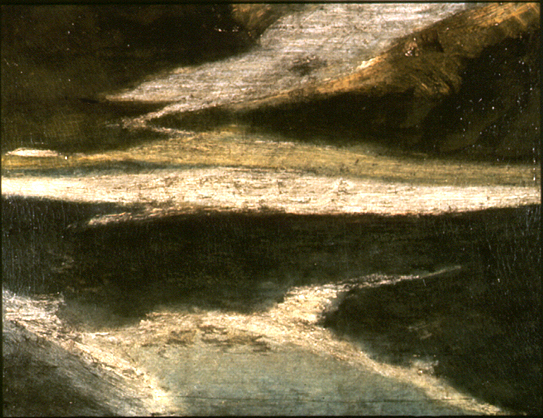
The Canal (1890), Arizona State University Art Museum, Tempe (Arizona)